# الماجل الروماني
 الماجل الروماني  هو معلم أثري تونسي مصنف من قبل المعهد الوطني للتراث يقع في ولاية الكاف في الشمال الغربي التونسي، تحديدا في مدينة هنشير القصور تم تصنيف المعلم في يوم 12 ماي 1901.

## مقالات ذات صلة
- قائمة المعالم الأثرية المصنفة في تونس